# Больше чем жизнь (фильм, 1956)
«Больше чем жизнь» (англ. Bigger Than Life) — американский фильм режиссёра Николаса Рэя. Сюжет основан на медицинской статье Бертона Руше «Ростом десять футов» (Ten Feet Tall, 1955) в New Yorker. Премьера состоялась 2 августа 1956 года.

## Сюжет
Школьный учитель Эд Эйвери, страдающий от приступов острой боли, госпитализирован с диагнозом polyarteritis nodosa (редкая форма васкулита артерий). Узнав от докторов, что ему, вероятно, осталось жить считанные месяцы, Эд соглашается на экспериментальное лечение кортизоном.
Эд излечивается и возвращается домой к жене Лу и сыну Ричи. Ему нужно регулярно принимать кортизон, чтобы предотвратить рецидив болезни. Но «чудесное» лечение оборачивается кошмаром: Эд начинает злоупотреблять таблетками, чем доводит себя до приступов ярости и психопатического эпизода, подвергая опасности членов своей семьи.

## В ролях
- Джеймс Мэйсон — Эд Эйвери
- Барбара Раш — Лу Эйвери
- Уолтер Маттау — Уолли Гиббс
- Роберт Ф. Саймон — доктор Нортон
- Кристофер Олсен — Ричи Эйвери
- Роланд Уинтерс — доктор Рурик

В титрах не указаны
- Сид Мелтон — таксист
- Рут Клиффорд — прихожанка
- Джерри Мэтерс — Фредди
- Вирджиния Кэрролл — миссис Джонс
- Мэри Карвер — продавщица

## Работа над фильмом
Хотя в титрах сценаристами значатся Сирил Хьюм и Ричард Мэйбаум, сценарий был полностью переработан продюсером и исполнителем главной роли Джеймсом Мэйсоном, режиссёром Николасом Рэем, его другом Гэвином Ламбертом (в то время жившим вместе с Рэем, а впоследствии признавшимся, что они были любовниками) и драматургом Клиффордом Одетсом. Последние трое вносили поправки в сценарий на протяжении всего съёмочного периода. Мэйсон написал начало фильма, демонстрирующее повседневную жизнь Эда Эйвери до госпитализации. Одетс, приглашённый Рэем, работал над переделкой финала, где Эд, очнувшийся от сна, говорит об Аврааме Линкольне.
Мэрилин Монро, подруга Рэя, снимавшаяся в соседнем павильоне в фильме «Автобусная остановка», снялась в камео в роли медсестры. Камео было вырезано, так как студия опасалась, что Монро зачтёт его как второй фильм, условленный по контракту.

## Признание
По выходе на экраны фильм вызвал крайне неоднозначную реакцию и провалился в прокате. Однако он был с энтузиазмом принят критиками Cahiers du cinéma, а 1963 г. Жан-Люк Годар назвал его в десятке лучших американских звуковых фильмов. В настоящее время фильм относят к числу лучших работ Рэя.